# Petriwka (rejon perwomajski)
Petriwka (ukr. Станіславчик) – wieś na Ukrainie, w obwodzie mikołajowskim, w rejonie perwomajskim, w hromadzie Kamjanyj Mist. W 2001 liczyła 51 mieszkańców.